# Peggotty
Clara Peggotty è un personaggio letterario creato da Charles Dickens nel suo romanzo David Copperfield.

## Descrizione
Nel libro si fa riferimento a lei chiamandola sempre "Peggotty" così da non essere confusa con la madre di David, che si chiama anche lei Clara. Peggotty è la governante dei Copperfield e svolge un ruolo fondamentale nella crescita di David. Peggotty è la sorella del pescatore Daniel Peggotty, e la zia di Ham Peggotty e della piccola Emily. All‘inizio del romanzo, la zia di David, Betsey Trotwood, critica il cognome Peggotty definendolo "pagano":
La signora Copperfield le spiega che Peggotty è conosciuta con il solo cognome per evitare confusione con lei stessa che porta lo stesso nome di battesimo.
Peggotty viene descritta da Dickens con due gote rosse come mele, una donna forte e in salute. Dimostra di avere un animo gentile e caritatevole, accogliendo David in seno alla sua famiglia quando egli cade in disgrazia. Rimane affezionata a David Copperfield per tutta la vita, essendo come una seconda madre per lui, e non abbandonando mai la madre di lui e sua zia Betsey Trotwood. La figura di Peggotty, così materna e generosa, contrasta apertamente con l'acida e perfida signorina Murdstone, la sorella del crudele patrigno di David, Edward Murdstone.
Dopo qualche tentennamento, Peggotty sposa il cocchiere Mr. Barkis, e così nel libro si inizia a fare riferimento a lei chiamandola signora Barkis, nome che zia Betsey Trotwood ritiene più dignitoso. Alla morte del marito, Peggotty eredita 3000 sterline — una grossa somma per l'Inghilterra del XIX secolo. Infine diventa la domestica e la dama di compagnia di Betsy Trotwood.

## Cinema e televisione
Peggotty è stata interpretata sullo schermo da diverse attrici, tra le tante, Jitka Sedlackova (2009), Judy Cornwell (2000), Pauline Quirke (1999), Jenny McCracken (1986), Lila Kaye (1966), Elsa Vazzoler (1965), Barbara Ogilvie (1958), Jessie Ralph (1935), e Karen Caspersen (1922).